# Klein Mahner
Klein Mahner ist ein Ortsteil der Gemeinde Liebenburg im Landkreis Goslar in Niedersachsen. Das benachbarte Dorf Groß Mahner gehört hingegen zur kreisfreien Stadt Salzgitter.

## Geographie
Folgende Orte umgeben Klein Mahner:
- Groß Mahner im Nordwesten
- Ohlendorf im Norden
- Gut Nienrode im Nordosten
- Gielde und Lüderode im Osten
- Neuenkirchen im Südosten
- Liebenburg im Süden
- Salzgitter-Bad im Westen

Nördlich von Klein Mahner fließt in etwa einem Kilometer Entfernung die Warne.

## Geschichte
Im 12. Jahrhundert wurden Grundstücke des heutigen Klein Mahner in einem Tauschvertrag zwischen den Klöstern Ilsenburg und Steterburg erstmals nachgewiesen erwähnt. Die frühere Ortsbezeichnung lautete Mandere. Klein Mahner scheint der ältere und somit zunächst auch größere der beiden Orte gewesen zu sein, sodass wahrscheinlich ist, dass Klein erst in der späteren Entwicklungszeit angehängt wurde. Klein Mahner entstand auf einer trockenen Fläche mitten im Sumpfgebiet der Warne zusammen mit Ackerflächen.
Die Edelherren von Meinersen waren in Klein Mahner reich begütert. Sie gaben um 1250/60 aus ihrem Güterbesitz 7 Hufen, 12 Hofstellen und 1 Mühle sowie weitere 2 Höfe mit Zubehör als Lehen an die von Harlingeberg. Den von Gowische gaben sie in dieser Zeit 11 Hufen und 8 Hofstellen und 1280 noch 3 Hufen als Lehen. Zudem an die von Mahner als Lehen 1 Hofstelle sowie Lehen an zwei Braunschweiger Bürger. Des Weiteren wurde davon zwischen 1273 und 1329 Besitz der von Meinersen oder Güter ihrer Lehnsnehmer dem Kloster Wöltingerode und dem Kloster Steterburg verkauft, übertragen oder geschenkt. Das Geschlecht derer von Meinersen starb im Jahre 1374 im Mannesstamm aus.
Im Jahr 1393 wurde der etwa drei Kilometer lange Mahner Teich angelegt. Die Entstehung geht auf eine Stauung der Warne zurück, wodurch die Liebenburg, die zum Bistum Hildesheim gehörte, vor den feindlichen Braunschweiger Truppen geschützt werden sollte. Der Teich wurde zwischen 1810 und 1815 wieder trockengelegt, das wiedergewonnene Gelände wurde danach zur Viehhaltung genutzt.
1746 brannte Klein Mahner zum letzten Mal vollständig ab. Strohgedeckte Fachwerkhäuser verschwanden aus dem Ortsbild. Daher stammen die meisten heute noch erhaltenen Gebäude aus dem 19. Jahrhundert. Mit Gründung der Stadt Salzgitter 1942 wurden die Dörfer Klein und Groß Mahner endgültig voneinander getrennt. Groß Mahner wurde der Stadt Salzgitter, Klein Mahner dem Landkreis Goslar zugeordnet. Kirchlich gehört Klein Mahner zum Kirchengemeindeverband Liebenburg, während Groß Mahner Teil der Kirchengemeinde „Trinitatis“ zusammen mit Gitter und allen Kirchorten in Salzgitter-Bad ist. In den vergangenen Jahren entstand durch die Stauung der Warne erneut ein Regenrückhaltebecken, das jedoch nicht mit der Größe des ehemaligen Mahner Teichs zu vergleichen ist.

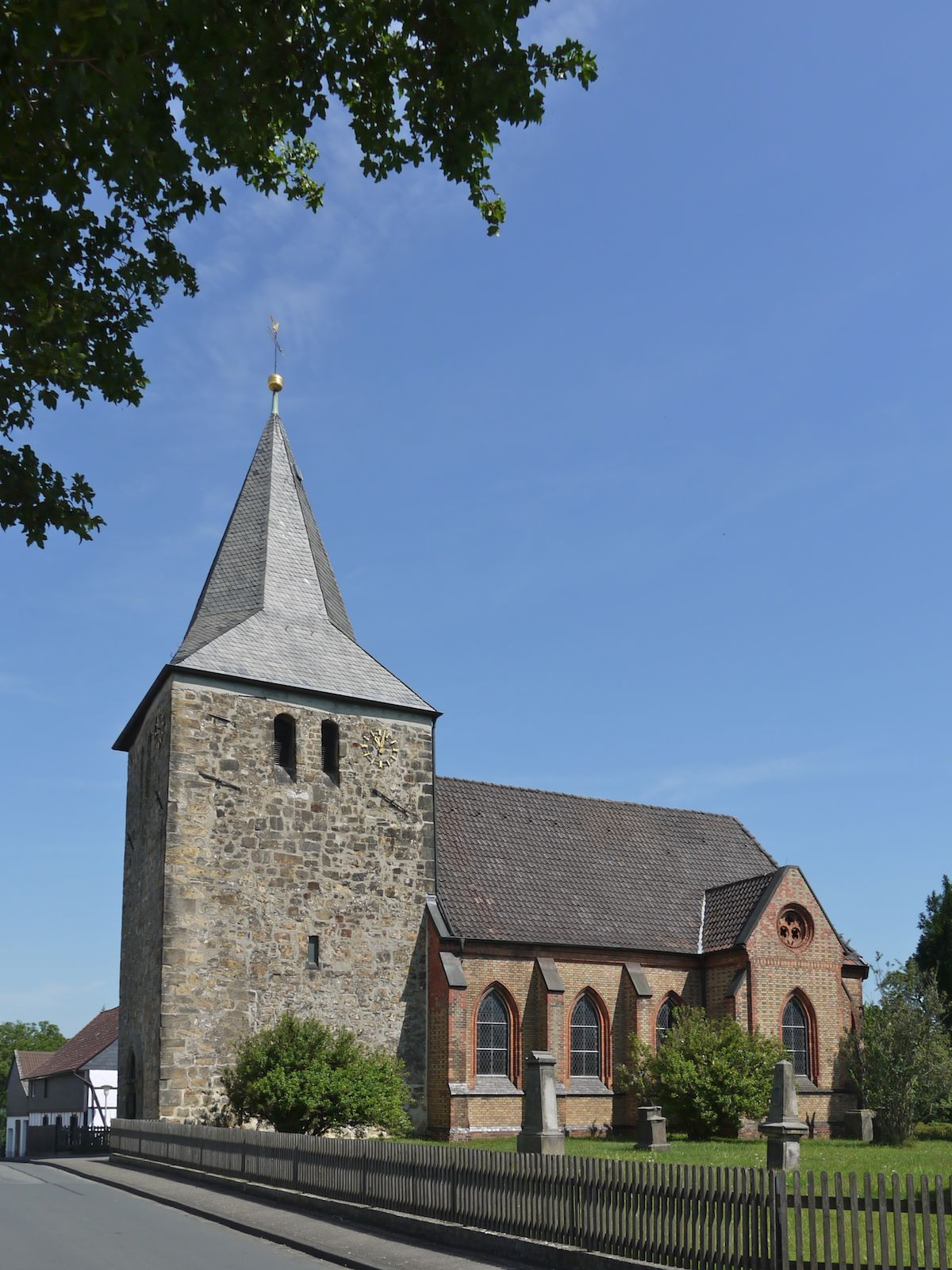
Dorfkirche von Klein Mahner

Am 1. Juli 1972 wurde Klein Mahner nach Liebenburg eingemeindet.

### Einwohnerentwicklung
- 2016: 361 (zum 1. Mai)
- 2017: 333 (zum 30. Juni)[3]
- 2020: 335 (zum 30. Juni)

### Kirche
Der älteste Ausstattungsgegenstand der Kirche ist der mittelalterliche Altar, der noch aus der Zeit vor der Reformation im Jahr 1542 stammt. Er gehört zu den wenigen erhaltenen Altären dieser Zeit. Der Kirchturm hingegen wurde 1812 erneuert, hat seine Form als Wehrturm jedoch nie verloren. Das Kirchenschiff wurde 1865 abgerissen und im neugotischen Baustil neu errichtet. Bis auf den Altar stammen alle weiteren Ausstattungsstücke aus dem 19. Jahrhundert.

## Politik

### Ortsrat
Der Ortsrat, der Klein Mahner vertritt, setzt sich aus fünf Mitgliedern zusammen. Die Ratsmitglieder werden durch eine Kommunalwahl für jeweils fünf Jahre gewählt.
Bei der Kommunalwahl 2021 gewann die „Wählergemeinschaft Klein Mahner“ alle fünf Sitze.

### Ortsbürgermeister
Ortsbürgermeisterin ist Sylvia Schöttle (Wählergemeinschaft).

### Wappen
Das Wappen zeigt einen dreiarmigen und dreibeinigen Leuchter. Die Darstellung wurde dem Wappen der Familie von Mander (Mahner) entnommen, die seit 1330 den Leuchter in ihrem Siegel führte. Das Wappen wurde 1968 durch den braunschweigischen Verwaltungspräsidenten genehmigt.

## Wirtschaft und Infrastruktur

### Verkehrsanbindung
Durch Klein Mahner führt eine Kreisstraße, die den Ort mit Ohlendorf und Flachstöckheim im Norden und mit der Landesstraße 510 zwischen Liebenburg und Groß Mahner verbindet.

### Bahnhof

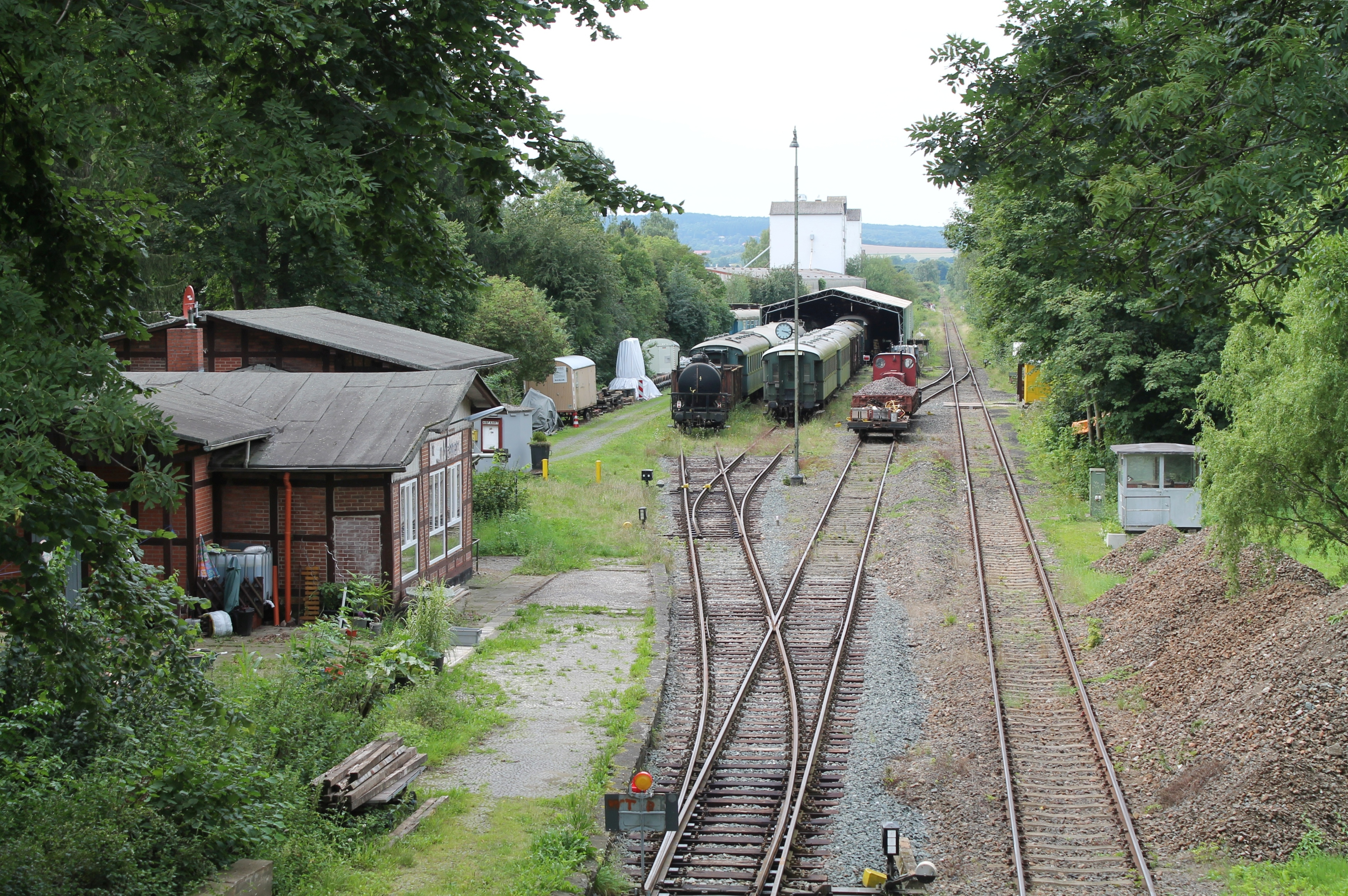
Bahnhof Klein Mahner

Der Bahnhof Klein Mahner ist ein Güter- und Museumsbahnhof an der Bahnstrecke Börßum–Kreiensen im Norden von Klein Mahner. Die Dampflokgemeinschaft 41 096 e. V. wirkt an dieser Station mit.